# Château des Évêques-du-Puy
Le château des Évêques-du-Puy est un monument de Monistrol-sur-Loire dans le département de la Haute-Loire en France. Ce fut la résidence d'été des Évêques du Puy jusqu'à la Révolution, il abrite le siège de l'office de tourisme et de la Société d'histoire de Monistrol.
Il accueille chaque été des expositions consacrées au patrimoine local, et se visite partiellement.

## Histoire
En 1270, l’évêque du Puy Guillaume de La Roue fit l’acquisition de la seigneurie de Monistrol. Ses successeurs, délaissant le château vieux situé en contrebas, se mirent à édifier progressivement, sur le sommet de la butte de Monistrol, le bâtiment actuel. C’est ainsi que fut construite, au XIVe siècle, la façade sud-ouest, avec sa tour du Buisson et sa porte à arc brisé munie d’une herse, et qu’ensuite, au XVe siècle, monseigneur de Bourbon fit bâtir la grosse tour et restaurer le château. Celle-ci cependant verra plus tard, au XVIIe siècle, sa taille sensiblement réduite lorsque, à l’initiative de monseigneur de Béthune, le château fut remanié dans un sens classique : on lui accola un escalier monumental à double degré et à rampe ; une façade, flanquée de deux pavillons, fut créée côté jardin ; l’on agrandit le parc, que l’on décora de statues.
Le dernier des seigneurs de Monistrol, monseigneur de Galard, après avoir encore doté l’escalier d’une rampe de fer ouvragé en 1780, fut contraint de quitter le château pour l’exil en 1791. Les bâtiments et le parc furent alors vendus en un seul lot, puis, en 1794, le parc fut démembré et loti.

En 1838, décision fut prise de diviser le château, la partie orientale devenant l’école des Frères, alors que l’autre moitié, côté parc, échut d’abord à des particuliers, puis, en 1909, fut acquise par l’hôpital de Monistrol pour y prendre ses quartiers. En 1989, après que l’hôpital, devenu entre-temps maison de retraite, eut évacué le château pour aller occuper des bâtiments neufs dans le jardin, la municipalité se rendit acquéreur des locaux devenus vacants et entreprit de les restaurer.

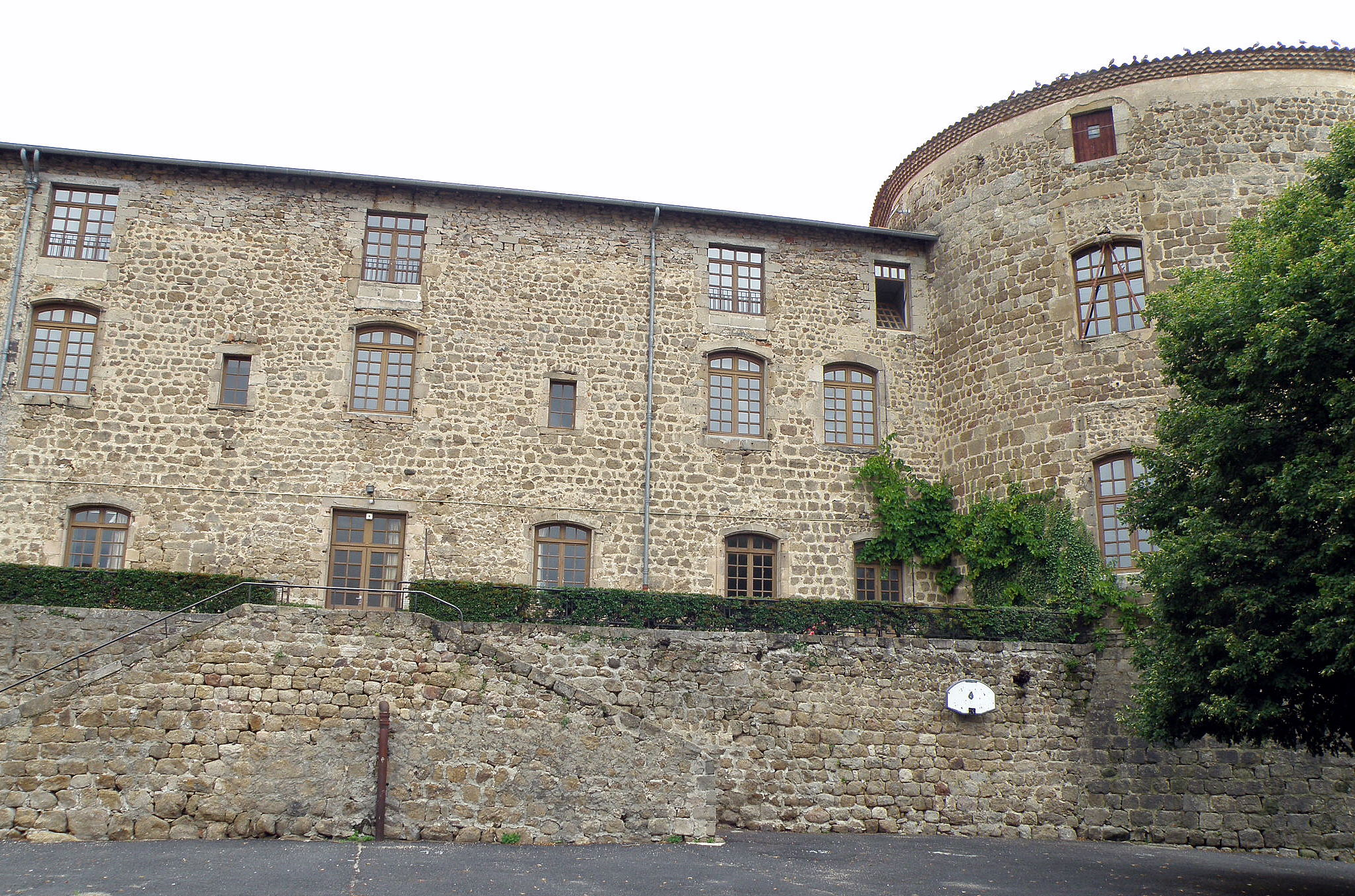
Partie orientale (façade sud-est), devenue école des Frères.
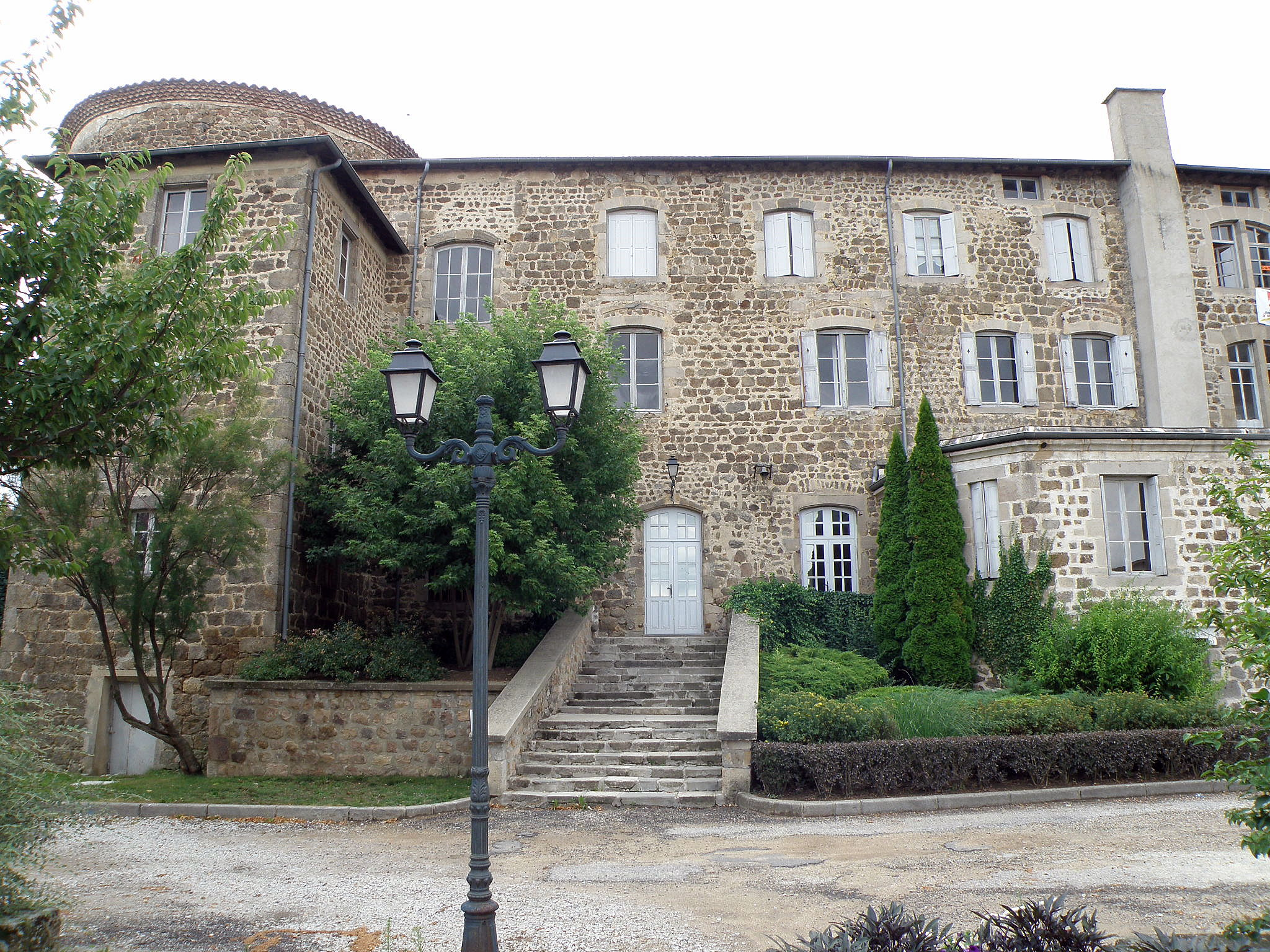
Façade nord-ouest, anciennement hôpital.

## Architecture
Le château des Évêques-du-Puy présente un corps de bâtiments du XVIIe siècle encadré de deux tours massives. Il forme un vaste quadrilatère qui encadre la cour intérieur. La galerie méridionale et le grand escalier à rampe en fer forgé dateraient du XVIIIe siècle.

## Parcs et jardins

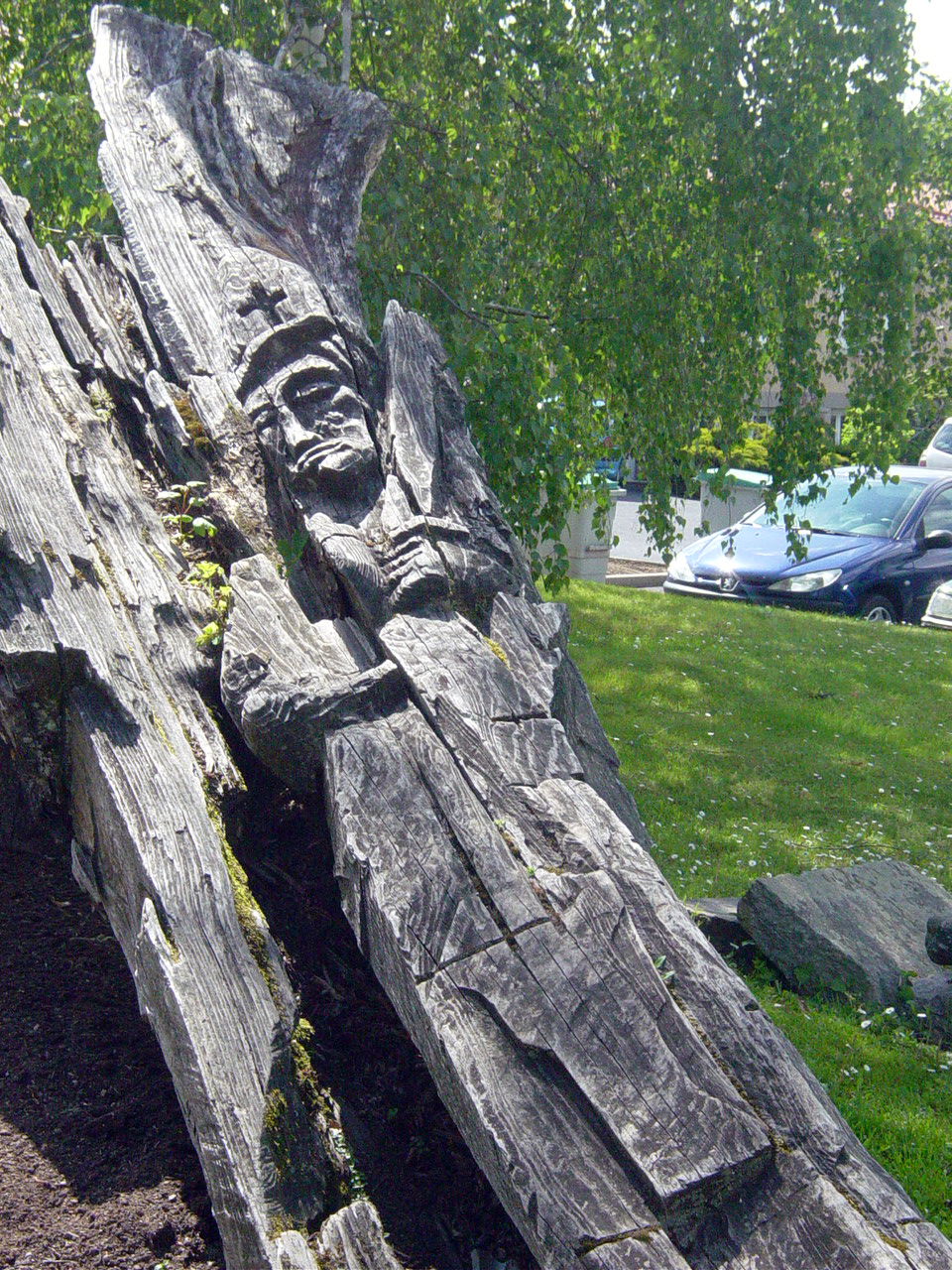
Sculpture contemporaine dans l'ancien parc.

Les jardins du château des Évêques-du-Puy ont été inscrits au pré inventaire des jardins remarquables.
Au XVIIIe siècle les jardins du château étaient ornés de sculptures gallo-romaines et de fragments de l'ancienne cathédrale du Puy.